# Сити Граунд
Сити Граунд (енгл. City Ground) је фудбалски стадион у Вест Бриџфорду, Нотингамшир, Енглеска, на обали реке Трент. Овај стадион је домаћин енглеском фудбалском клубу Нотингем Форест од 1898. године и има капацитет од 30.455. гледалаца.
Стадион је био једно од места одржавања утакмица када је Енглеска била домаћин УЕФА ЕП 1996, и удаљен је само три стотине јарди (270 м) од Медоу Лејна, дома Форестовог суседног клуба Нотс Каунтија два терена су најближи професионални фудбалски стадиони у Енглеској и други најближи у Уједињеном Краљевству, после терена Дандија и Данди јунајтеда. Налазе се на супротним странама реке Трент.

## Историја
Нотингем Форест се преселио на свој нови стадион 3. септембра 1898. године, 33 године након што је клуб основан. Дана 12. октобра 1957. отворена је нова источна трибина на Сити Граунд-у, која може примити до 2.500 навијача. Нови рефлектори су званично укључени по први пут 11. септембра 1961. Рекорд посећености је постављен у октобру 1967. када је Форест победио Манчестер јунајтед са 3–1 пред 49.946. гледалаца.
Главна трибина је у великој мери обновљена 1965. године, али је 24. августа 1968. избио пожар током утакмице против Лидс јунајтеда. Ватра је избила у котларници пред сам крај полувремена. Трибина је тешко оштећена, али нико од гледалаца није повређен.
Главна трибина је изграђена 1980. године по цени од 2 милиона фунти. Нова трибина имала је капацитет за 10.000 гледалаца. Ова трибина је обухватала и 36 свлачионица и велику салу за пријеме. Проблеми око гледалаца у енглеском фудбалу крајем осамдесетих довеле су до реконструкције трибине Бриџфорд 1992. године, која је након реконструкције имала 7.710 места. Необичан облик крова је дизајниран да омогући сунчевој светлости да допре до оближњих кућа на Колвик путу.
Трент Енд је најновија трибина на Сити Граунд-у. Обновљена је пре Европског првенства у фудбалу 1996. Додато је 7.338 седишта, чиме је укупан капацитет стадиона порастао на 30.576.

## Утакмице са ЕП 1996.
Следеће утакмице су одигране на Сити Граунд-у током почетне фазе Европског првенства 1996..
| Датум         |             | Резултат |             | Коло       |
| ------------- | ----------- | -------- | ----------- | ---------- |
| 11. јун 1996. | Турска      | 0–1      | Хрватска    | ЕП група Д |
| 14. јун 1996. | Португалија | 1–0      | Турска      | ЕП група Д |
| 19. јун 1996. | Хрватска    | 0–3      | Португалија | ЕП група Д |